# Postamt Hildburghausen
Das ehemalige Kaiserliche Postamt in Hildburghausen, der Kreisstadt im fränkisch geprägten Süden des Freistaats Thüringen, befindet sich in der Friedrich-Rückert-Str. 1.

## Beschreibung und Geschichte
1892 errichtete die Hildburghäuser Baufirma Siegmund Leffler (1837–1907) im Auftrag der kaiserlichen Postverwaltung und im so genannten Preußischen Neorenaissancestil ein Kaiserliches Postamt. Am 8. Mai 1892 besichtigte Staatssekretär Heinrich von Stephan, Leiter der Reichspost, den Neubau in der damaligen Bernhardstraße. Auf dem Postgelände hat sich vorher die Schlossmühle befunden, das fürstliche Brauhaus und von 1876 bis 1891 die Maschinenfabrik von Wilhelm Reinhardts.
Während der Weimarer Republik wurde 1920 am Postamt das Wort „Kaiserliches“ entfernt. Das Gebäude befand sich bis 1927 im Eigentum der Familie Leffler und war von der Postverwaltung lediglich angemietet, ab 1927 blieb es im Eigentum der Post.
Zum 3. Oktober 1990 wurde im Zuge der Deutschen Wiedervereinigung gemäß Artikel 27 des Einigungsvertrages die Deutsche Post mit der Deutschen Bundespost verschmolzen. Das Postamt in Hildburghausen wurde in die Deutsche Bundespost eingegliedert und war nach der Privatisierung, seit 1995 der Deutsche Post AG zugehörig und als Postfiliale bis 2005 betrieben. Erst nach dem Abriss der einstigen Fahrzeughallen hinter dem Gebäude 2020 erfolgte ab 2021 der Umbau zu einem Seniorenwohnheim.

## Vorgängerbauwerk

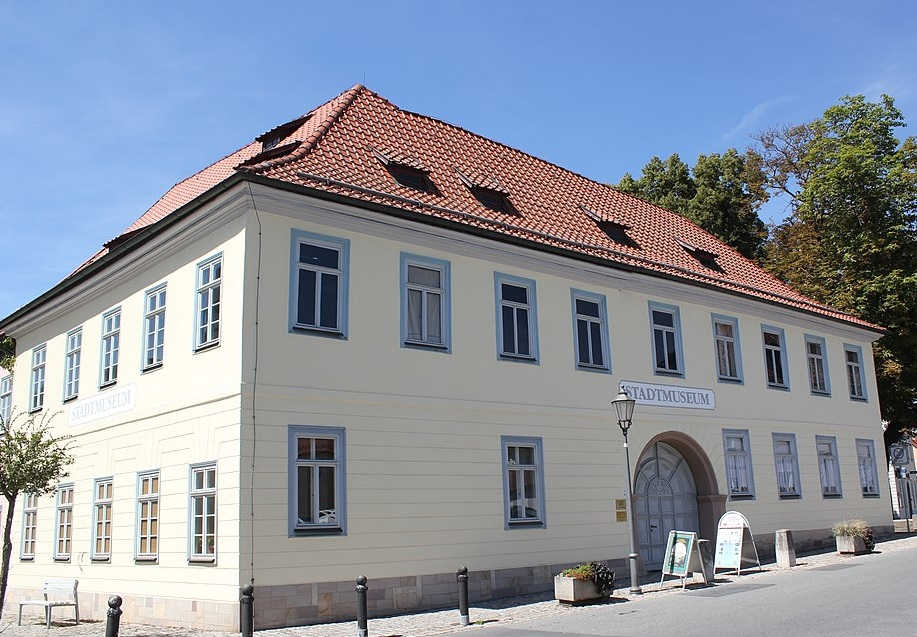
Ehemalige Alte Post, 2020

Das unter Denkmalschutz stehende Gebäude der Alten Post, heute Stadtmuseum Hildburghausen, war ein Bürgerhaus aus dem 16. Jahrhundert und diente von 1809 bis 1849  der Thurn und Taxischen Post als Postgebäude. Das Baudenkmal wurde von 1989 bis 1993 aufwendig restauriert und beherbergt seitdem die Sammlungen des Stadtmuseums Hildburghausen, das bereits seit 1904 existiert.

## Postgeschichte Hildburghausen
Mit dem Kaiserlichen Lehnsbrief aus Wien von 1676 war Hildburghausen an das Netz der Reichspost angeschlossen und erhielt eine Kaiserliche Reichspoststation.
Der Deutsch-Österreichische Postvertrag von 1850, der bis zur Gründung des Norddeutschen Bundes bestand, war eine wichtige Etappe auf dem Wege zu einem einheitlichen deutschen Postwesen, das wesentlich zur Vertiefung der ökonomischen, kulturellen und politischen Beziehungen der einzelnen deutschen Länder beitrug. 1866 einigte sich Heinrich von Stephan mit dem Vertreter des Fürsten von Thurn und Taxis, dem Grafen von Dörnberg, auf eine Entschädigung von 5 Millionen Gulden oder umgerechnet 2,9 Millionen Taler, die dann letztlich auf drei Millionen Taler festgesetzt wurde. Damit ging seit dem 1. Juli 1867 das gesamte Thurn und Taxissche Postwesen an Preußen über.